# Chlöe Swarbricková
Chlöe Swarbricková (* 26. června 1994 Auckland) je novozélandská politička a podnikatelka. Po ostře sledované, ale neúspěšné kandidatuře na starostku Aucklandu se v roce 2017 stala kandidátkou strany Green Party of Aotearoa New Zealand v novozélandských parlamentních volbách a ve věku 23 let byla zvolena členkou novozélandského parlamentu.
Swarbricková je mluvčí Green Party pro mentální zdraví, reformu zákona o drogách, vzdělání, umění, terciární vzdělávání, malé podnikatele, rozhlasové a televizní vysílání, mládež a komunální politiku.